# Марченко, Анастасия Яковлевна
Анастаси́я Я́ковлевна Ма́рченко (в замужестве Кирьякова (или Кириакова); 1830—1880) — русская писательница, поэтесса и музыкальный педагог.

## Биография
Анастасия Марченко родилась 1830 году; но вскоре финансовые проблемы заставили семью переехать в Одессу, где она успешно окончила Одесский институт благородных девиц. Сдав экзамены на звание домашней учительницы, некоторое время преподавала музыку в одном из одесских пансионов.
На литературное поприще выступила в возрасте семнадцати лет с «Путевыми заметками» (за подписью «Т. Ч.»), обратившими на себя внимание Виссариона Григорьевича Белинского. 
Вдохновлённая успешным дебютом, Марченко поместила много повестей и романов в «Северном обозрении», «Современнике», «Отечественных записках» (с 1850 года), «Русском вестнике» и «Библиотеке для чтения». 
В «Энциклопедическом словаре Брокгауза и Ефрона» наиболее удачными названы роман «Тернистый путь» («Отечественные записки», 1849), повести «Вокруг да около» («Отечественные записки», 1855), «Горы» и «Саламандра». По мнению автора единственного очерка о жизни писательницы Е.С. Некрасовой, главный мотив всех повестей писательницы — женская любовь, относительно которой автор стоит на точке зрения Жорж Санд. Однако в современной филологической науке этот тезис опровергается; главной темой в трудах автора признается творческая реализация женщины, ее место в искусстве. Особое внимание писательница уделяет вопросам положения женщины в семье и обществе.  
Около 1855 года Анастасия Яковлевна Марченко вышла замуж за полковника Михаила Михайловича Кирьякова, переехала в город Санкт-Петербург и почти перестала писать. Последний её роман — «Разлучники» вышел в свет в 1869 году. 
Она напечатала также несколько стихотворений, в «Пантеоне» и «Русском инвалиде».
Анастасия Яковлевна Марченко-Кирьякова скончалась 1880 году.
Её автобиографические записки незадолго до смерти писательницы переданы были в Императорскую публичную библиотеку.